# Los olvidados de Phoenix
Phoenix Forgotten (Los olvidados de Phoenix en Hispanoamérica) es una película independiente estadounidense de ciencia ficción y terror encuadrada en la técnica narrativa del metraje encontrado, estrenada en 2017, escrita y dirigida por Justin Barber y T.S. Nowlin. Está producida por el cineasta Ridley Scott a través de su productora Scott Free Productions. La película cuenta la historia de la desaparición de tres adolescentes que se dispusieron a encontrar la fuente del fenómeno ovni de 1997 que sucedió en el estado de Arizona, ampliamente divulgado y conocido como las Luces de Phoenix.

## Sinopsis
Sophie Bishop (Florence Hartigan) y su novio Dan visitan a los padres de Sophie en Phoenix (Arizona), en el vigésimo aniversario de la desaparición de su hermano mayor, Josh (Luke Spencer Roberts). El 13 de marzo de 1997, la familia fue testigo de las conocidas luces de Phoenix durante la fiesta de cumpleaños de Sophie, con Josh grabando el incidente. Varias luces extrañas aparecen en una formación de "V" sobre la ciudad antes de desaparecer, seguidas de cerca por aviones de combate. Josh se convence de que han sido testigos de ovnis, aunque otros siguen siendo escépticos. Con la esperanza de encontrar respuestas al destino de su hermano, Sophie comienza a revisar todos los vídeos grabados por Josh.
En las cintas, Josh comenzó a investigar el fenómeno con ayuda de sus amigos Ashley (Chelsea López) y Mark (Justin Matthews). Ashley y Josh entrevistan a dos astrónomos, quienes teorizan que las luces eran bengalas lanzadas por jets desde la cercana Base Luke de la Fuerza Aérea. Sin embargo, Ashley y Josh siguen sin estar convencidos. Varios días después, otras luces misteriosas vuelven a aparecer sobre Mesa. Con la esperanza de grabarlas en mejor calidad, Josh y Mark deciden subir a una colina a las afueras de la ciudad, donde ven un foco en la distancia. Quien lo dirige es una patrulla de la policía junto a agentes del FBI. Josh se da cuenta de que los coches que pertenecen a los hombres no tienen placas de matrícula. El grupo es descubierto por los hombres, obligándoles a huir. Al día siguiente, Josh traza el curso aparente de las luces, determinando que pronto aparecerán sobre un área aislada del desierto. En la actualidad, Sophie continúa entrevistando a varias partes con respecto a la desaparición del trío. Solo se descubrió el automóvil abandonado del grupo y una cámara con cinta única. 
Sophie ve la cinta recuperada. Tras terminar su visionado, se niega a creer que Josh no grabara el resto del viaje. Ella concluye que Josh debe haber tenido una segunda cámara. Sophie y Dan visitan la escuela secundaria local, donde Ashley era editora de cine y habría tenido acceso a dicho equipo. Sin embargo, la profesora de cine no tiene ningún registro que se haya completado, dejando a Sophie en un callejón sin salida. Antes de partir de Phoenix, entrevista a sus padres, quienes revelan que la tensión de la desaparición de Josh les hizo divorciarse. La noche siguiente, Sophie recibe una llamada de la maestra, quien afirma haber encontrado algo. Ella regresa a Phoenix y recibe una caja que había sido enviada por correo a la escuela varios años antes de guardarla. Sophie y Dan abren la caja y descubren una cámara de vídeo muy dañada.
La película luego corta a Sophie después de haber visto la cinta, claramente perturbada por su contenido. Luego contacta a un capitán en la Base Luke de la Fuerza Aérea para una entrevista. Al llegar, el capitán se confronta con Sophie mientras Dan espera en el auto. Sophie luego regresa y dice que el Capitán le ordenó que "no dejara que las imágenes salgan". Dan le pregunta a Sophie qué hacer a continuación, y Sophie le explica que, siguiendo el espíritu con el que su hermano hubiera hecho, debe salir a la luz, lo que comprende el resto de la película, en el que se ve el metraje de la cinta recuperada.
El nuevo corte deja ver a Josh, Ashley y Mark, que continúan caminando por el desierto. Después de esperar en la cima de una colina durante varias horas, son testigos de una única luz en la distancia. La luz flota durante varios minutos antes de acelerar a lo largo del horizonte. La luz se vuelve cada vez más brillante y coge más velocidad antes de desaparecer en varias luces más pequeñas, que se desvanecen. El trío celebra su grabación antes de volver al vehículo. A medida que cae la noche, los adolescentes se pierden y se desorientan. Mark se aventura solo en una colina para intentar detectar el coche. Después de irse, Ashley y Josh escuchan un sonido fuerte en la distancia que parece estar acercándose. Luego, una luz brillante aparece detrás de la colina antes de pasar sobre ellos. Mark regresa, visiblemente angustiado pero aparentemente ileso, afirmando haber encontrado el camino de vuelta. Consiguen llegar al coche, pero Mark se niega a revelarles qué fue lo que vio en la cima de la colina.
Mientras conducen, la luz vuelve a aparecérseles detrás del vehículo, persiguiéndoles. Intentan huir, pero la luz provoca que la batería del coche se descargue y queden a la intemperie en mitad del desierto y la carretera nocturna. Mark comienza a mostrar síntomas de contaminación por una elevada exposición a la radiación; como hemorragia nasal, fiebre y desorientación. Luego dice escuchar voces, antes de correr hacia el desierto mientras afirma ver a su hermano. Cuando Ashley y Josh corren tras él, la luz vuelve y Mark desaparece sin dejar rastro. Ashley comienza a entrar en pánico, mientras que Josh la consuela. Ambos encuentran una especie de casa abandonada y deciden esconderse en ella. Ashley comienza a mostrar síntomas similares a los de Mark, incluida la caída de cabello. Ashley comienza a escuchar un sonido desconocido. Luego dice que ve a su padre en la distancia antes de huir, con Josh siguiéndola. A medida que corren, la luz regresa causando rayos y fuertes vientos alrededor de ellos. Josh luego captura la fuente de la luz, que se revela como una nave alienígena que aparece con varios anillos concéntricos y giratorios. Josh, testigo de que Ashley es abducida, intenta huir y protegerse en el interior de la casa. A causa de la fuerza gravitatoria que genera la nave, el techado de la casa es violentamente succionado dejando a Josh al descubierto para ser también abducido antes de que la cámara se apague. Los últimos planos de la cámara de Josh graban una caída vertiginosa desde la estratosfera durante varios kilómetros para acabar aterrizando en el desierto.

## Lanzamiento
La película se estrenó simultáneamente en Estados Unidos y Canadá el 21 de abril de 2017. Los olvidados de Phoenix tuvo un presupuesto de 2,8 millones de dólares, llegando a recaudar durante su tiempo en salas cerca de 3,7 millones.

## Recepción
En el sitio web Rotten Tomatoes, la película tiene un índice de aprobación del 44% basado en 16 comentarios, con una calificación promedio de 5.1 sobre 10. En Metacritic, tiene una puntuación de 33 sobre 100, con 5 "críticas generalmente desfavorables". Las audiencias encuestadas por CinemaScore le dieron una calificación promedio de "C-". La película ha recibido críticas muy positivas por parte de los televidentes.